# 松田妙子
松田 妙子（まつだ たえこ、1955年 - 2022年）は、日本の市民運動家・兼漫画家。

## 概要
山口県下関市出身。2歳の時、父親の仕事の都合で神戸に引っ越す。3,4歳の頃、大人から在日朝鮮人の友人について「そんな子と遊んだらあかん」と怒られ納得できなかった思いがずっと残り、のちの作品に影響を与えた。
小学生時代、はじめて描いた絵がうまかったことから担任教諭に薦められ油絵などを学んだ時期もあった。
高校生時代、描いていた漫画で雑誌の新人賞に応募したところ、講談社「少女フレンド・なかよし新人まんが賞」および集英社「別冊マーガレット・少女まんがスクール」に同時に入賞。
2001年、アメリカ同時多発テロなどをきっかけに平和運動に目覚め、本格的に漫画を描き始める。漫画作品『日本人的一少女』を自費出版し、神戸学生青年センターで頒布。

## 著作傾向
在日外国人に対する差別問題、格差や貧困など弱者を描くことによって、「反戦・反差別」の姿勢を基調としている。